# 白沙街道 (海口市)
白沙街道是中国海南省海口市美兰区下辖的一个街道，位于美兰区中部，东起南渡江，西至和平北路，南接文明东路，北临海甸河，辖区面积约3.21平方公里，总人口34438人（其中常住人口25515人，流动人口8923人）。
辖区划分26个网格，驻区单位54个，住宅小区101个。街道工委下辖1个党总支（含3个党支部），17个党支部，共有党员682名。

## 行政区划
白沙街道下辖4个社区
- 锦山里社区
- 白沙坊社区
- 白龙社区
- 岭下社区